# Branle-bas au 87
Branle-bas au 87 (Hail to the Chief dans l'édition originale américaine) est un roman policier américain de Ed McBain, nom de plume de Salvatore Lombino, publié en 1973. C’est le vingt-huitième roman de la série policière du 87e District.

## Résumé
Une véritable guerre oppose différents gangs de rue et se solde par la découverte d'un charnier où gisent les cadavres de six jeunes hommes. Steve Carella, Bert Kling et Meyer Meyer entendent trouver les coupables de ces atrocités qui devraient, croient-ils naïvement, calmer un peu les esprits. C'est sans compter sur l'inquiétante présence dans le quartier de Randall Nesbit, un cinglé qui se croit investi de la mission de justicier et qui a décidé que tout doit se régler dans le sang.

## Éditions
Édition originale en anglais
- (en) Ed McBain, Hail to the Chief, New York, Doubleday, 1973

Éditions françaises
- (fr) Ed McBain (auteur) et Janine Hérisson (traducteur), Branle-bas au 87 [« Hail to the Chief »], Paris, Gallimard, coll. « Super noire no 6 », 1974, 256 p. (ISBN 2-07-046006-1)
- (fr) Ed McBain (auteur) et Janine Hérisson (traducteur) (trad. de l'anglais), Branle-bas au 87 [« Hail to the Chief »], Paris, Gallimard, coll. « Carré noir no 447 », 1982, 245 p. (ISBN 2-07-043447-8, BNF 34731788)
- (fr) Ed McBain (auteur) et Janine Hérisson (traducteur), Branle-bas au 87 [« Hail to the Chief »], Paris, Gallimard, coll. « Folio no 2128 », 1990, 246 p. (ISBN 2-07-038217-6, BNF 35065737)
- (fr) Ed McBain (auteur) et Janine Hérisson (traducteur), Branle-bas au 87 [« Hail to the Chief »], Paris, Gallimard, coll. « Série noire no 2484 », 1997, 187 p. (ISBN 2-07-049467-5, BNF 36196828)
  - Traduction révisée et augmentée.
- (fr) Ed McBain (auteur) et Janine Hérisson (traducteur) (trad. de l'anglais), Branle-bas au 87 [« Hail to the Chief »], Dans 87e District, volume 4, Paris, Éditions Omnibus, 2000, 1040 p. (ISBN 2-258-05357-9, BNF 37184893)
  - Ce volume omnibus contient les romans La Rousse, Mort d'un tatoué, En pièces détachées, Tout le monde sont là !, Après le trépas, Le Sourdingue et Branle-bas au 87.
- (fr) Ed McBain (auteur) et Janine Hérisson (traducteur) (trad. de l'anglais), Branle-bas au 87 [« Hail to the Chief »], Paris, Gallimard, coll. « Folio policier no 273 », 2002, 246 p. (ISBN 2-07-042303-4, BNF 38895246)

## Sources
- Jean Tulard, Dictionnaire du roman policier : 1841-2005. Auteurs, personnages, œuvres, thèmes, collections, éditeurs, Paris, Fayard, 2005, 768 p. (ISBN 978-2-915793-51-2, OCLC 62533410), p. 599 (Notice 87e District).